# Reisebank

Ehemaliges Logo der Reisebank

Die Reisebank AG ist eine auf Sorten- und Edelmetallgeschäfte (u. a. Reiseschecks) spezialisierte Bank mit Sitz in Frankfurt am Main. Sie ist eine hundertprozentige Tochtergesellschaft der DZ Bank und Teil der Genossenschaftlichen FinanzGruppe.

## Geschichte

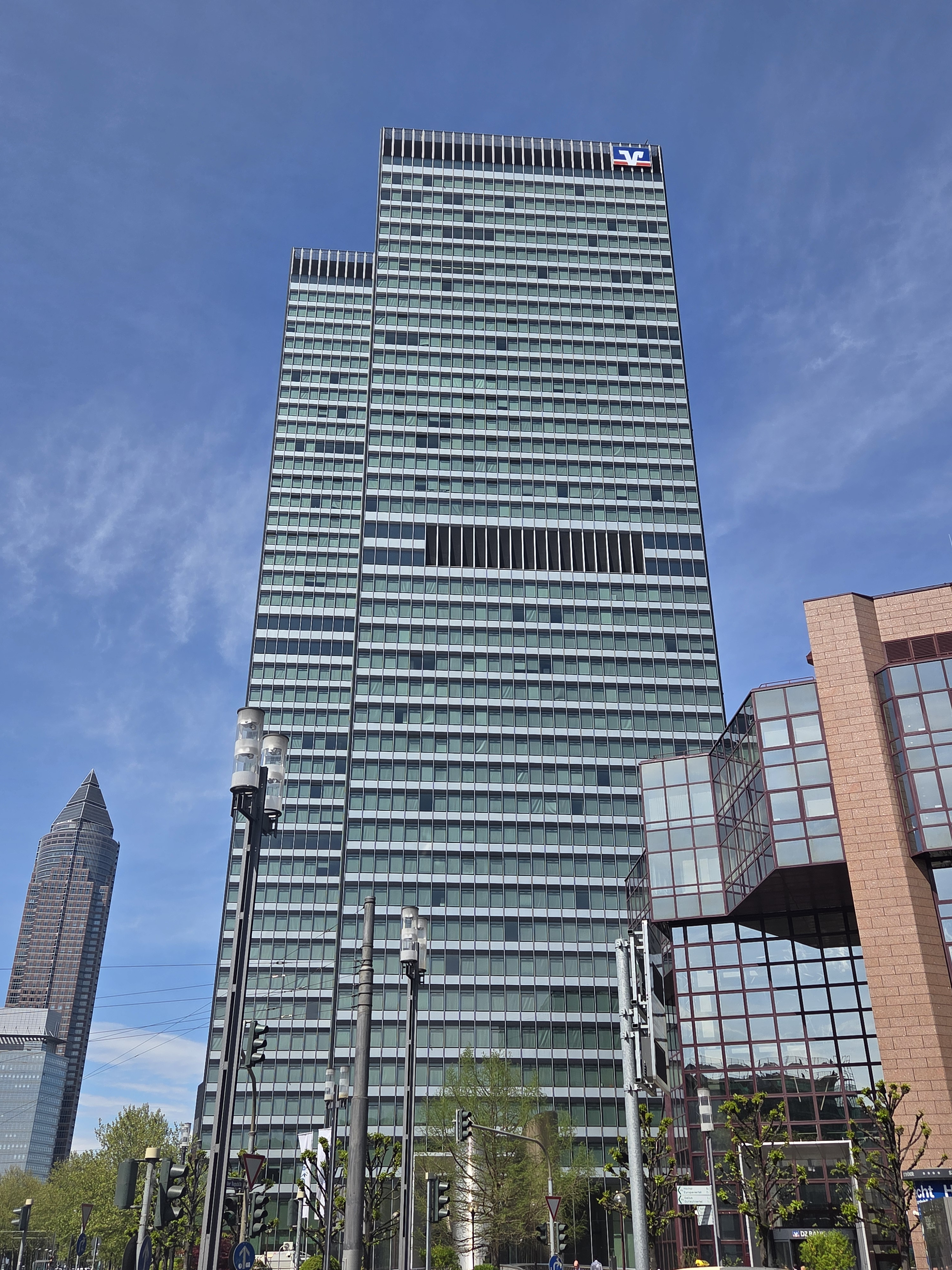
Zentrale der Reisebank, Frankfurt am Main

Die Reisebank AG entstand 1996 durch Ausgliederung des Sortengeschäfts aus der damaligen Deutsche Verkehrs-Kredit-Bank (DVB). Die Wechselstuben der DVB, die sich vor allem an größeren Bahnhöfen befanden, wurden zu Bankfilialen umgewandelt. Im Zuge der Neustrukturierung der Deutschen Verkehrs-Kredit-Bank und deren Tochterunternehmen wurde die Reisebank zum 1. Januar 2004 an die DZ Bank verkauft und somit in der genossenschaftlichen Finanzgruppe mit damals über 1200 Genossenschaftsbanken integriert.

## Geschäftsfeld
Das klassische Geschäftsfeld der Reisebank ist die Wechselstube. Beim Wechseln von Währungen erhebt die Reisebank eine Servicegebühr – bei der ein Rückumtausch der nicht genutzten Geldscheine ohne Servicegebühr innerhalb von 30 Tagen möglich ist, sofern ein bestimmter Mindestbetrag gewechselt wurde.
Neben dem Eigengeschäft versorgt die Reisebank auch Geschäftsbanken – vor allem Genossenschaftsbanken – mit Sorten und Edelmetallen. Der internationale Bargeldtransfer, den sie als Agent von Western Union durchführt, und der Betrieb von Geldautomaten sind weitere wichtige Geschäftsfelder. Damit ist die Reisebank keine klassische Bank mit Kredit- und Einlagengeschäft, sondern ein Spezialdienstleister unter den Banken. Im Auftrag anderer Institute, insbesondere Direktbanken ohne eigene Filialstruktur, werden jedoch Ein- und Auszahlungen von Bargeld vorgenommen.
Seit Januar 2014 gibt es bei der Reisebank die Möglichkeit, Edelmetalle und Reisegeld im Onlineshop zu erwerben. Seit Anfang 2016 ist nur noch der Ankauf von Reiseschecks von American Express möglich, der Verkauf dieser wurde eingestellt.
Per 31. Dezember 2019 unterhielt die Bank 91 Geschäftsstellen sowie 333 eigene Geldautomaten in Flughäfen, Bahnhöfen, großen Busbahnhöfen, an Grenzübergängen und in Innenstadtlagen.